# Liste d'élections en 1895
Chronologie des élections
- 1891
- 1892
- 1893
- 1894
- 1895
- 1896
- 1897
- 1898
- 1899

Cet article recense les élections organisées durant l'année 1895.

## Élections nationales en 1895
Cette section concerne les élections législatives et présidentielles dans un état souverain, éventuellement fédéral, ainsi que leurs principaux référendums.
| Date                    | État                   | Élection ou référendum | Contexte                                                                                 | Résultat |
| ----------------------- | ---------------------- | ---------------------- | ---------------------------------------------------------------------------------------- | --- |
| 1894 - 1895             | États-Unis             | Sénat (en)             |                                                                                          | Cette section est vide, insuffisamment détaillée ou incomplète. Votre aide est la bienvenue ! Comment faire ? |
| 1895                    | Pérou                  | Présidentielle (en)    |                                                                                          | Cette section est vide, insuffisamment détaillée ou incomplète. Votre aide est la bienvenue ! Comment faire ? |
| 1895                    | Liberia                | Présidentielle (en)    |                                                                                          | Cette section est vide, insuffisamment détaillée ou incomplète. Votre aide est la bienvenue ! Comment faire ? |
| 1895                    | Argentine              | Sénatoriales (en)      |                                                                                          | Cette section est vide, insuffisamment détaillée ou incomplète. Votre aide est la bienvenue ! Comment faire ? |
| Janvier                 | Salvador               | Présidentielle (en)    |                                                                                          | Cette section est vide, insuffisamment détaillée ou incomplète. Votre aide est la bienvenue ! Comment faire ? |
| 17 janvier              | France                 | Présidentielle         |                                                                                          | Cette section est vide, insuffisamment détaillée ou incomplète. Votre aide est la bienvenue ! Comment faire ? |
| 3 février               | Suisse                 | Référendum (de)        | Loi fédérale sur la représentation de la Suisse à l'étranger                             | Rejetée |
| 23 février - 5 novembre | États-Unis             | Chambre (en)           |                                                                                          | Cette section est vide, insuffisamment détaillée ou incomplète. Votre aide est la bienvenue ! Comment faire ? |
| 1er mars                | Brésil                 | Présidentielle (en)    |                                                                                          | Cette section est vide, insuffisamment détaillée ou incomplète. Votre aide est la bienvenue ! Comment faire ? |
| 7 avril                 | Serbie                 | Législatives (en)      |                                                                                          | Cette section est vide, insuffisamment détaillée ou incomplète. Votre aide est la bienvenue ! Comment faire ? |
| 16 avril                | Grèce                  | Législatives           |                                                                                          | Cette section est vide, insuffisamment détaillée ou incomplète. Votre aide est la bienvenue ! Comment faire ? |
| 26 mai - 2 juin         | Italie                 | Législatives           |                                                                                          | Cette section est vide, insuffisamment détaillée ou incomplète. Votre aide est la bienvenue ! Comment faire ? |
| 2 juin                  | République dominicaine | Référendum (en)        | 4 questions pour déterminer le processus d'arbitrage du tracé de la frontière avec Haïti | Les 4 propositions approuvées                                                                                 |
| 13 juillet - 7 août     | Royaume-Uni            | Générales              |                                                                                          | Cette section est vide, insuffisamment détaillée ou incomplète. Votre aide est la bienvenue ! Comment faire ? |
| 29 septembre            | Suisse                 | Référendum (de)        | Arrêté fédéral sur le monopole des allumettes                                            | Rejeté |
| 3 novembre              | Suisse                 | Référendum (de)        | Arrêté fédéral sur l'organisation militaire                                              | Rejeté |

## Élections en subdivisions nationales en 1895
Cette section concerne les élections législatives dans un État fédéré, une subdivision territoriale ou une colonie d'un État souverain, ainsi que leurs principaux référendums.
| Date                  | Subdivision            | État               | Élection ou référendum | Contexte | Résultat |
| --------------------- | ---------------------- | ------------------ | ---------------------- | -------- | --- |
| 1895                  | Dalmatie               | Autriche-Hongrie   | Législatives (en)      |          | Cette section est vide, insuffisamment détaillée ou incomplète. Votre aide est la bienvenue ! Comment faire ? |
| 1895                  | Îles Féroé             | Danemark           | Générales (en)         |          | Cette section est vide, insuffisamment détaillée ou incomplète. Votre aide est la bienvenue ! Comment faire ? |
| 9 avril               | Danemark               | Danemark           | Législatives (en)      |          | Cette section est vide, insuffisamment détaillée ou incomplète. Votre aide est la bienvenue ! Comment faire ? |
| 18 avril - 2 décembre | Suède                  | Suède-Norvège      | 1re Chambre (sv)       |          | Cette section est vide, insuffisamment détaillée ou incomplète. Votre aide est la bienvenue ! Comment faire ? |
| 24 juillet            | Nouvelle-Galles du Sud | Empire britannique | Coloniales (en)        |          | Cette section est vide, insuffisamment détaillée ou incomplète. Votre aide est la bienvenue ! Comment faire ? |
| 26 - 27 août          | Malte                  | Empire britannique | Générales (en)         |          | Cette section est vide, insuffisamment détaillée ou incomplète. Votre aide est la bienvenue ! Comment faire ? |
| Octobre               | Nouveau-Brunswick      | Canada             | Générales              |          | Cette section est vide, insuffisamment détaillée ou incomplète. Votre aide est la bienvenue ! Comment faire ? |
| 20 - 26 novembre      | Bohême                 | Autriche-Hongrie   | Régionales (cs)        |          | Cette section est vide, insuffisamment détaillée ou incomplète. Votre aide est la bienvenue ! Comment faire ? |